# Villa Hidalgo (Tuzantán)
Villa Hidalgo es una localidad del estado mexicano de Chiapas. Es parte del municipio de Tuzantán.

## Toponimia
El nombre de la localidad rinde homenaje a Miguel Hidalgo, héroe de la Independencia de México y considerado Padre de la patria.

## Demografía
| Gráfica de evolución demográfica |
|                                  |

| Censo | Población |
| ----- | --------- |
| 1950  | 209       |
| 1960  | 397       |
| 1970  | 674       |
| 1980  | 1 136     |
| 1990  | 1 192     |
| 2000  | 1 027     |
| 2010  | 1 089     |
| 2020  | 1 209     |